# Louis de Maud'huy
Louis Ernest de Maud'huy (Metz, 17 février 1857 – Paris, 16 juillet 1921), est un officier général français, député de la Moselle de 1919 à 1921.

## Biographie
Né à Metz, en Moselle, le 17 février 1857, d'une famille qui a obtenu une reconnaissance de noblesse en 1755, il est le fils d'un chef de bataillon tué à Magenta en 1859, Pierre Adrien et de son épouse Thérèse Joséphine née Olry. « Lorrain de Moselle », il est hanté depuis la défaite de 1871 — il avait alors 14 ans — par l'idée d'en chasser les Allemands.
Il intègre l'École spéciale militaire de Saint-Cyr en 1875 (promotion Dernière de Wagram). À la sortie d'école, en 1877, il intègre l'infanterie et, est nommé sous-lieutenant au 10e bataillon de chasseurs. Lieutenant en 1882, il est breveté d'état-major en 1884 et devient capitaine en 1888, puis chef de bataillon en 1896. Il est nommé officier d'ordonnance du ministre de la Guerre, Godefroy Cavaignac, en 1898. Professeur à l'École supérieure de guerre en 1903, il devient lieutenant-colonel en 1905. Il est chef de corps du 35e régiment d'infanterie de Belfort. Promu colonel en 1909, il commande le régiment de 1910 à 1912. Son apport est considérable aussi bien en termes tactiques qu'au niveau de l'exercice du commandement.
Général de brigade en 1912, il est promu général de division d'infanterie en 1914. Il commande, jusqu'au 14 juillet 1914, la brigade de Saint-Mihiel, avant de passer divisionnaire par intérim à Bourges.

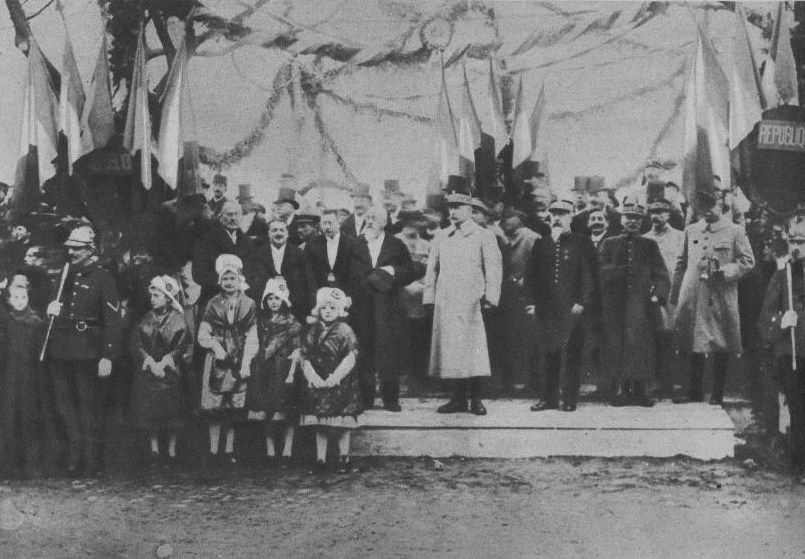
Maud'huy avec Pétain et le maire à Thionville en 1918.

Au début de la Première Guerre mondiale, il commande la 16e division d'infanterie puis, à partir du 4 septembre, le 18e corps d'armée avant d'être finalement mis à la tête d'un détachement d'armée le 1er octobre qui deviendra la Xe armée. Puis, du 2 avril au 3 novembre 1915, il est à la tête de la VIIe armée. Pendant la première bataille de la Marne, il est remarquable de courage, de sang-froid et de jugement. Le général de Maud'huy est alors considéré comme un grand spécialiste des attaques de nuit.
Il a l'honneur d'être appelé « colonel immortel du 35e régiment d'infanterie » à titre honorifique dans un ordre du régiment de 1919.
Nommé gouverneur militaire de Metz au sortir de la guerre, le général de Maud'huy est élu député du Bloc national sur la liste d'Union républicaine lorraine pour le département de la Moselle le 16 novembre 1919, siège qu'il conservera jusqu'à sa mort. Il est alors intransigeant sur les modalités d'applications du Traité de Versailles, préconisant la réduction du service à un an et prend part aux discussions sur le budget de 1920 et 1921 ainsi que sur les questions de l'Alsace-Lorraine. Il se prononce aussi pour le rétablissement des relations diplomatiques avec le Saint-Siège et pour l'éducation physique et la préparation militaire obligatoires. En mai 1920, il est nommé membre du comité directeur de la Ligue des patriotes présidée par Maurice Barrès. En juillet 1920, il est nommé premier chef scout  (président) des Scouts de France. L'année suivante, le général Arthur de Salins lui succédera.
Chevalier de la Légion d’honneur depuis 1899 et officier en 1913, commandeur en 1914 et grand-officier en 1915, il est nommé grand-croix de l’ordre le 8 novembre 1920. Il meurt à Paris, le 16 juillet 1921.

## Carrière politique
- 16 novembre 1919 - 16 juillet 1921, député de Moselle (Entente républicaine démocratique)

## Postérité
Louis Ernest de Maud'huy repose aux Invalides. 
En 1919, un ordre du jour du 35e régiment d'infanterie, dont il avait été le chef de corps, le surnomme "colonel immortel" de l'unité.
Une rue du 14e arrondissement de Paris, ouverte en 1934, lui rend hommage.
À Metz, sa ville natale, une plaque commémorative est apposée sur la maison où il naquit en 1857, rue de la Tête d'Or, au no 7-9. Dans le quartier de la Nouvelle Ville, face au lycée Georges-de-La-Tour, la place dédiée à la reine Louise de Prusse a été débaptisée et renommée en son honneur : la place de Maud'huy.
Un livre de Gérard Gehin, paru en 2016, retraçant sa biographie, porte en son honneur le titre de "Père des chasseurs", par allusion aux unités de chasseur à pied, au sein desquelles il commença sa carrière militaire.
Enfin, la caserne du 35e régiment d'infanterie à Belfort porte son nom.

## Décorations

### Décorations françaises
- Légion d'honneur :
  -  Grand-croix de la Légion d'honneur (arrêté du 8 novembre 1920)[6]
  -  Grand officier de la Légion d'honneur (4 novembre 1915)
  -  Commandeur de la Légion d'honneur (27 septembre 1914)
  -  Officier de la Légion d'honneur (10 juillet 1913)
  -  Chevalier de la Légion d'honneur (10 juillet 1899)
- Croix de guerre 1914–1918, palme de bronze (3 citations à l'ordre de l’armée)
- Officier de l'ordre des Palmes académiques
- Médaille interalliée de la Victoire
- Médaille commémorative de la guerre 1914–1918

### Décorations étrangères
Distinguished Service Cross (États-Unis, 1919).